# 小花老鼠簕
小花老鼠簕（学名：Acanthus ebracteatus）为爵床科老鼠簕属的植物。分布于印度尼西亚、中南半岛、印度以及中国大陆的广东、海南等地，生长于海拔10米的地区，多生长在海边，目前尚未由人工引种栽培。